# Ligne de Sceaux
| Der Gare de Sceaux (heute der Bahnhof Denfert-Rochereau) in Paris, damals Endstation der Ligne de Sceaux |                      |                                                            |                                                            |
| Streckenlänge: | 29,4 + 3,4 km        |                                                            |                                                            |
| Spurweite: | 1435 (ehem. 1750) mm |                                                            |                                                            |
| Stromsystem: | 1500 V =             |                                                            |                                                            |
| |                      |                                                            |                                                            |
| \| \| \| Richtung Châtelet – Les Halles \| \| \| \| 1,4 \| Luxembourg \| Luxembourg \| \| \| 0,7 \| Port-Royal \| Port-Royal \| \| \| 0,0 \| Paris-D'Enfer heute Denfert-Rochereau \| Paris-D'Enfer heute Denfert-Rochereau \| \| \| \| Ehemalige Wendeschleife \| \| \| \| 1,5 \| Sceaux-Ceinture (heute Cité Universitaire) Petite Ceinture \| Sceaux-Ceinture (heute Cité Universitaire) Petite Ceinture \| \| \| 1,55 \| Tunnel unter der Cité Universitaire \| Tunnel unter der Cité Universitaire \| \| \| 2,0 \| \| \| \| \| 2,1 \| Gentilly \| Gentilly \| \| \| 3,2 \| Laplace \| Laplace \| \| \| 4,1 \| Arcueil-Cachan \| Arcueil-Cachan \| \| \| 5,2 \| Bagneux \| Bagneux \| \| \| 6,3 \| \| \| \| \| 6,8 \| Bourg-la-Reine \| Bourg-la-Reine \| \| \| 8,0 \| Sceaux \| Sceaux \| \| \| 8,8 \| Fontenay heute Fontenay-aux-Roses \| Fontenay heute Fontenay-aux-Roses \| \| \| 10,2 \| Sceaux-Robinson heute Robinson \| Sceaux-Robinson heute Robinson \| \| \| 8,0 \| Croix-de-Berny \| Croix-de-Berny \| \| \| 8,8 \| Antony \| Antony \| \| \| 11,9 \| Nach Juvisy über die Grande Ceinture \| Nach Juvisy über die Grande Ceinture \| \| \| 12,0 \| Massy-Verrières \| Massy-Verrières \| \| \| 13,5 \| Massy heute Massy-Palaiseau \| Umstieg zu Massy TGV \| \| \| 14,8 \| Palaiseau \| Palaiseau \| \| \| 16,1 \| Palaiseau-Villebon \| Palaiseau-Villebon \| \| \| 18,1 \| Lozère \| Lozère \| \| \| 19,5 \| Le Guichet \| Le Guichet \| \| \| 20,3 \| Les Planches \| Les Planches \| \| \| 20,7 \| Orsay-Ville \| Orsay-Ville \| \| \| 22,0 \| Bures-sur-Yvette \| Bures-sur-Yvette \| \| \| 24,2 \| Gif-sur-Yvette \| Gif-sur-Yvette \| \| \| 27,1 \| Courcelle-sur-Yvette \| Courcelle-sur-Yvette \| \| \| 29,3 \| Saint-Rémy-lès-Chevreuse \| Saint-Rémy-lès-Chevreuse \| \| \| 29,4 \| Strecke 1939 stillgelegt \| Strecke 1939 stillgelegt \| \| \| 34,3 \| Boullay-lès-Troux \| Boullay-lès-Troux \| \| \| \| Höchster Punkt der Strecke, 176 m \| \| \| \| 37,8 \| Limours P.-O. \| Limours P.-O. \| |                      |                                                            |                                                            |
| |                      | Richtung Châtelet – Les Halles                             |                                                            |
| Haltepunkt / Haltestelle (im Tunnel) | 1,4                  | Luxembourg                                                 | Luxembourg                                                 |
| Haltepunkt / Haltestelle Tunnelende | 0,7                  | Port-Royal                                                 | Port-Royal                                                 |
| Strecke von links (außer Betrieb) · Turmbahnhof · Strecke von rechts (außer Betrieb) | 0,0                  | Paris-D'Enfer heute Denfert-Rochereau                      | Paris-D'Enfer heute Denfert-Rochereau                      |
| |                      | Ehemalige Wendeschleife                                    |                                                            |
| Strecke quer (im Tunnel) · Haltepunkt / Haltestelle Tunnelanfang · Strecke quer (im Tunnel) | 1,5                  | Sceaux-Ceinture (heute Cité Universitaire) Petite Ceinture | Sceaux-Ceinture (heute Cité Universitaire) Petite Ceinture |
| Strecke (im Tunnel) | 1,55                 | Tunnel unter der Cité Universitaire                        | Tunnel unter der Cité Universitaire                        |
| Tunnelende | 2,0                  |                                                            |                                                            |
| Haltepunkt / Haltestelle | 2,1                  | Gentilly                                                   | Gentilly                                                   |
| Haltepunkt / Haltestelle | 3,2                  | Laplace                                                    | Laplace                                                    |
| Haltepunkt / Haltestelle | 4,1                  | Arcueil-Cachan                                             | Arcueil-Cachan                                             |
| Haltepunkt / Haltestelle | 5,2                  | Bagneux                                                    | Bagneux                                                    |
| | 6,3                  |                                                            |                                                            |
| Bahnhof · Bahnhof | 6,8                  | Bourg-la-Reine                                             | Bourg-la-Reine                                             |
| Haltepunkt / Haltestelle · Strecke | 8,0                  | Sceaux                                                     | Sceaux                                                     |
| Haltepunkt / Haltestelle · Strecke | 8,8                  | Fontenay heute Fontenay-aux-Roses                          | Fontenay heute Fontenay-aux-Roses                          |
| Haltepunkt / Haltestelle Streckenende · Strecke | 10,2                 | Sceaux-Robinson heute Robinson                             | Sceaux-Robinson heute Robinson                             |
| Haltepunkt / Haltestelle | 8,0                  | Croix-de-Berny                                             | Croix-de-Berny                                             |
| Haltepunkt / Haltestelle | 8,8                  | Antony                                                     | Antony                                                     |
| Strecke von links · Kreuzung geradeaus unten | 11,9                 | Nach Juvisy über die Grande Ceinture                       | Nach Juvisy über die Grande Ceinture                       |
| Strecke · Haltepunkt / Haltestelle | 12,0                 | Massy-Verrières                                            | Massy-Verrières                                            |
| Bahnhof · Bahnhof | 13,5                 | Massy heute Massy-Palaiseau                                | Umstieg zu Massy TGV                                       |
| Haltepunkt / Haltestelle | 14,8                 | Palaiseau                                                  | Palaiseau                                                  |
| Haltepunkt / Haltestelle | 16,1                 | Palaiseau-Villebon                                         | Palaiseau-Villebon                                         |
| Haltepunkt / Haltestelle | 18,1                 | Lozère                                                     | Lozère                                                     |
| Haltepunkt / Haltestelle | 19,5                 | Le Guichet                                                 | Le Guichet                                                 |
| ehemaliger Haltepunkt / Haltestelle | 20,3                 | Les Planches                                               | Les Planches                                               |
| Haltepunkt / Haltestelle | 20,7                 | Orsay-Ville                                                | Orsay-Ville                                                |
| Haltepunkt / Haltestelle | 22,0                 | Bures-sur-Yvette                                           | Bures-sur-Yvette                                           |
| Haltepunkt / Haltestelle | 24,2                 | Gif-sur-Yvette                                             | Gif-sur-Yvette                                             |
| Haltepunkt / Haltestelle | 27,1                 | Courcelle-sur-Yvette                                       | Courcelle-sur-Yvette                                       |
| Bahnhof | 29,3                 | Saint-Rémy-lès-Chevreuse                                   | Saint-Rémy-lès-Chevreuse                                   |
| | 29,4                 | Strecke 1939 stillgelegt                                   | Strecke 1939 stillgelegt                                   |
| Haltepunkt / Haltestelle (Strecke außer Betrieb) | 34,3                 | Boullay-lès-Troux                                          | Boullay-lès-Troux                                          |
| Kulminations-/Scheitelpunkt (Strecke außer Betrieb) |                      | Höchster Punkt der Strecke, 176 m                          | Höchster Punkt der Strecke, 176 m                          |
| Kopfbahnhof Streckenende (Strecke außer Betrieb) | 37,8                 | Limours P.-O.                                              | Limours P.-O.                                              |

Die Ligne de Sceaux (vormals Chemin de fer de Sceaux) ist eine Eisenbahnstrecke in den südlichen Vororten von Paris, die den Bahnhof Luxembourg in Paris mit Sceaux und Saint-Rémy-lès-Chevreuse verbindet.
Die Strecke von Paris nach Sceaux wurde 1846 als Breitspurstrecke für Züge des Arnoux-Systems eröffnet und abschnittsweise verlängert. Im Süden gab es Verlängerungen nach Sceaux-Robinson und ab Bourg-la-Reine auf einer neuen Zweigstrecke nach Orsay und weiter nach Saint-Rémy-lès-Chevreuse und Limours. Im Norden wurde die Strecke unterirdisch in Richtung des Zentrums von Paris bis zum Bahnhof Luxembourg erweitert.
Die Betreibergesellschaft Compagnie du chemin de fer de Paris à Sceaux wurde während des Börsenkrachs von 1847 unter Zwangsverwaltung gestellt und 1857 an die Compagnie de Chemin de fer de Paris à Orléans verkauft. Diese stellte die Linie 1891 auf Normalspur um. In den 1930er Jahren wurde die Linie elektrifiziert und an die Compagnie du chemin de fer métropolitain de Paris (eine der Vorgängergesellschaften der RATP) übergeben. Der Abschnitt von Saint-Rémy-lès-Chevreuse nach Limours wurde 1939 stillgelegt und die Gleise während der deutschen Besatzung demontiert.
Die Linie Paris-Sceaux wurde 1977 Teil des RER-Netzes, in dem sie den südlichen Zweig des RER B bildet, der im Norden über den Gare du Nord zum Flughafen Paris-Charles-de-Gaulle und nach Mitry-Claye führt.

## Bau der Strecke

### Das Arnoux-System

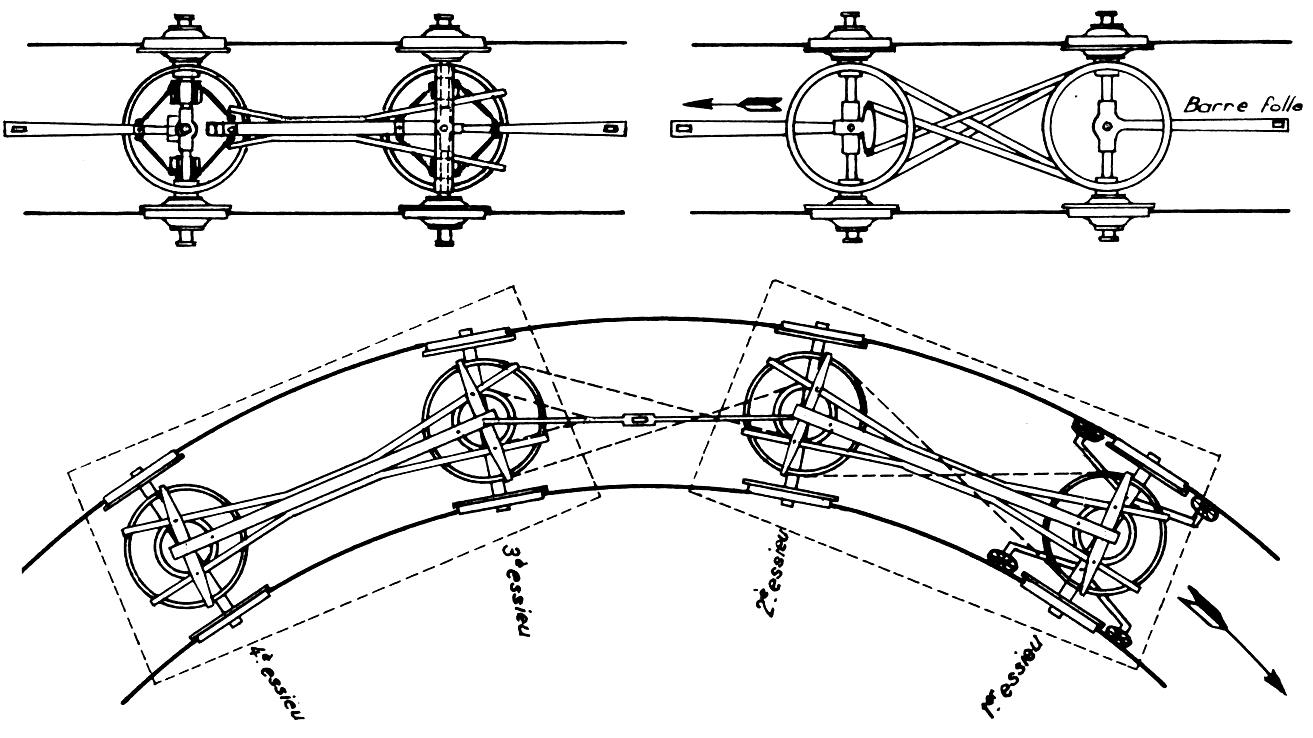
Schema des Arnoux-Systems

Die Geschichte der Ligne de Sceaux reicht bis 1838 zurück. In diesem Jahr schlug Jean-Claude-Républicain Arnoux, ein Absolvent der École polytechnique, ein technisches Konzept vor, das Zügen (die damals noch keine Drehgestelle hatten) in Kurven höhere Geschwindigkeiten ermöglichen und gleichzeitig die Abnutzung von Schienen und Rädern reduzieren sollte. Bei dem „Arnoux-System“, das für eine Spurweite von 1750 mm vorgesehen war, wurden die bis dahin starr mit dem Wagen verbundenen Achsen durch drehbare ersetzt. Weiterhin wurden die Räder nicht fix mit den Achsen verbunden, so dass die zwei Räder einer Achse sich unterschiedlich schnell drehen könnten. Die beiden Achsen eines Wagens wurden durch Ketten verbunden und je zwei Wagen durch starre Stangen.

### Von Paris nach Sceaux

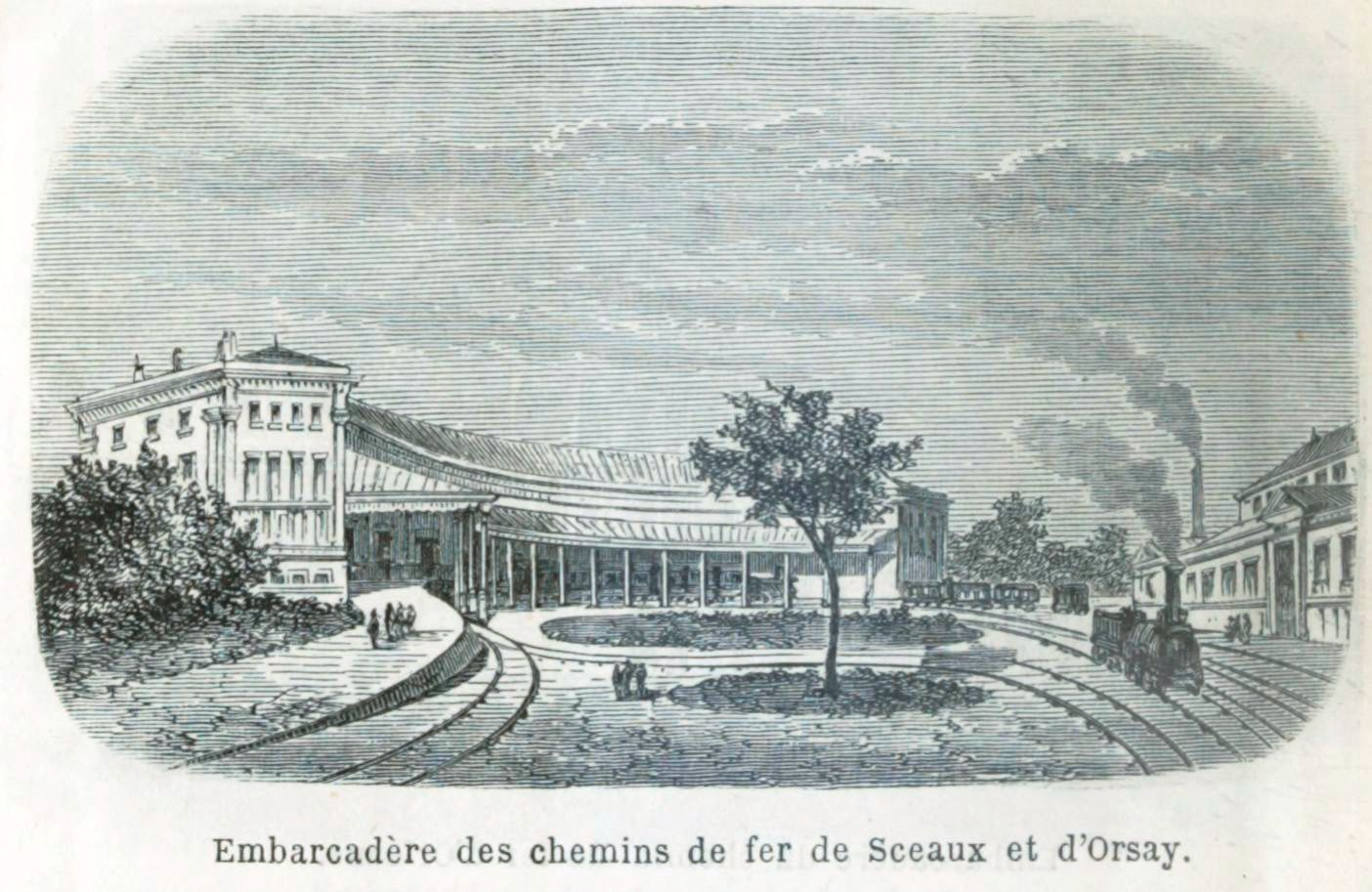
Wendeschleife am embarcadère der Strecke von Paris nach Sceaux und Orsay bei der Barrière d'Enfer (extra-muros der damaligen Zollmauer), circa 1854/1856

Um sein System in der Praxis zu erproben, erhielt Arnoux im August 1844 die Konzession für die (noch zu bauende) Eisenbahnstrecke von Paris nach Sceaux (offiziell: chemin de fer de Paris à Sceaux) für eine Dauer von 50 Jahren, worauf er am 21. Februar 1845 die Compagnie du Chemin de fer de Paris à Sceaux gründete. Dieser erste Abschnitt der später verlängerten Strecke verband den neben dem östlichen Zollhaus der Barrière d’Enfer außerhalb der noch bestehenden Akzisemauer der Generalpächter und damit im damaligen Gemeindegebiet von Montrouge errichteten embarcadère du chemin de fer de Sceaux (seit 1895 Bahnhof Denfert-Rochereau nach dem gleichnamigen Platz) mit dem embarcadère de Sceaux im Norden der Ortschaft Sceaux. Diese Strecke wurde am 7. Juni 1846 eingeweiht; der planmäßige Verkehr wurde am 23. desselben Monats aufgenommen.
Um die Steigung von Bourg-la-Reine nach Sceaux zu überwinden, wurden zahlreiche sehr enge Kurven gebaut. Diese kurvige Strecke sollte auch die Leistungsfähigkeit des Arnoux-Systems demonstrieren. Ein Zwischenhalt namens „Fontenay“ bestand an der rue de Fontenay in Sceaux. Obwohl die Kunstbauten von Anfang an auf eine zweispurige Strecke ausgelegt waren, wurde diese zunächst nur einspurig gebaut. Ein zweites Gleis kam zwischen Paris und Bourg-la-Reine dann 1863 hinzu.

### Von Bourg-la-Reine nach Orsay

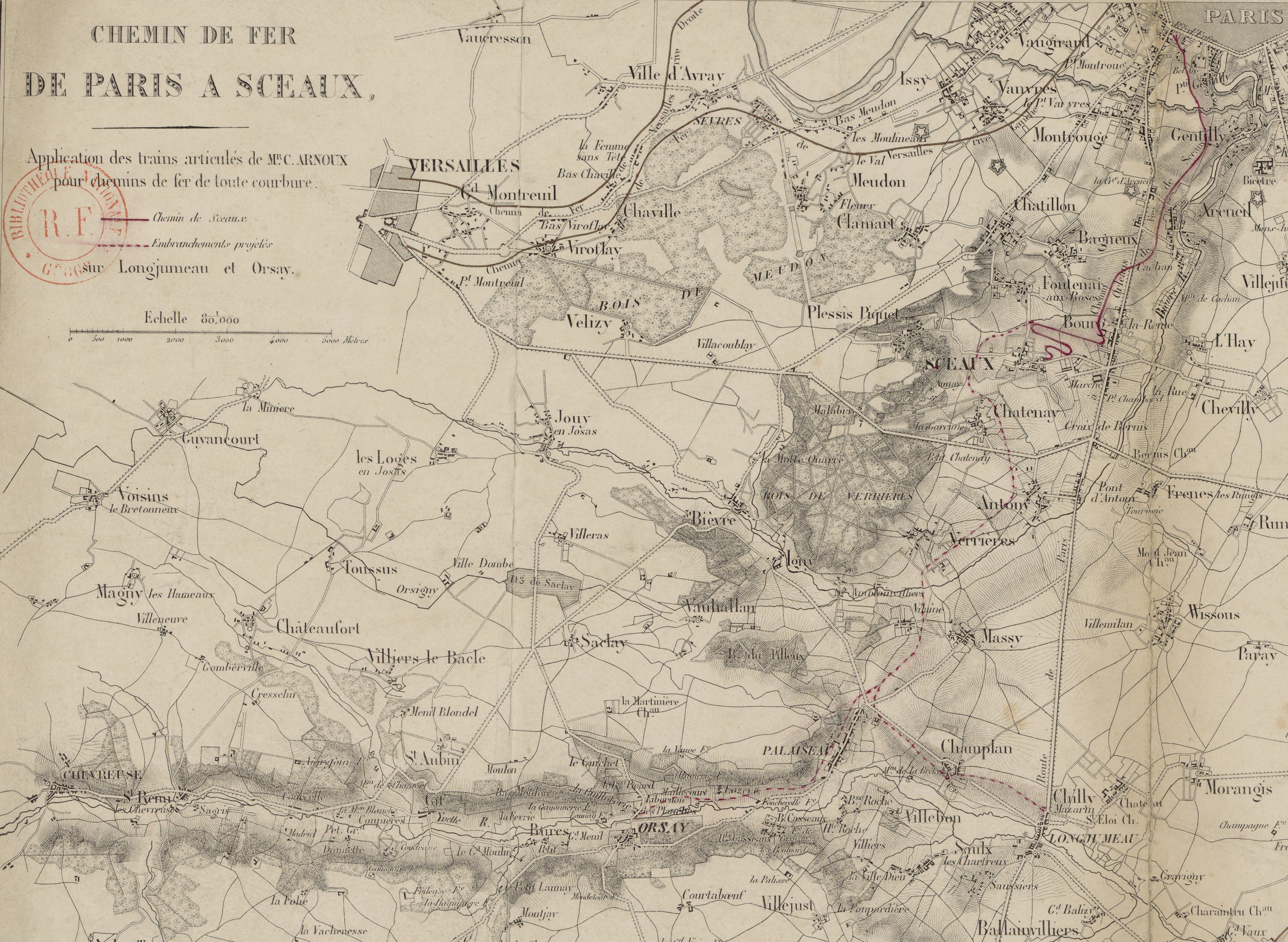
Zeitgenössischer Plan der Strecke nach Sceaux mit der ursprünglichen Planung für die Verlängerung nach Orsay (gestrichelt)

Die Strecke war nicht profitabel; lediglich an schönen Tagen hatte sie im Ausflugsverkehr viele Fahrgäste. Um die Auslastung zu verbessern, wurde daher eine Verlängerung nach Orsay geplant. Erste Planungen sahen eine Strecke vor, die am Bahnhof Fontenay abzweigte, diese wurden jedoch bald verworfen. Eine alternative Streckenführung, die in Bourg-la-Reine von der Bestandsstrecke abzweigte, wurde ausgearbeitet und später umgesetzt.

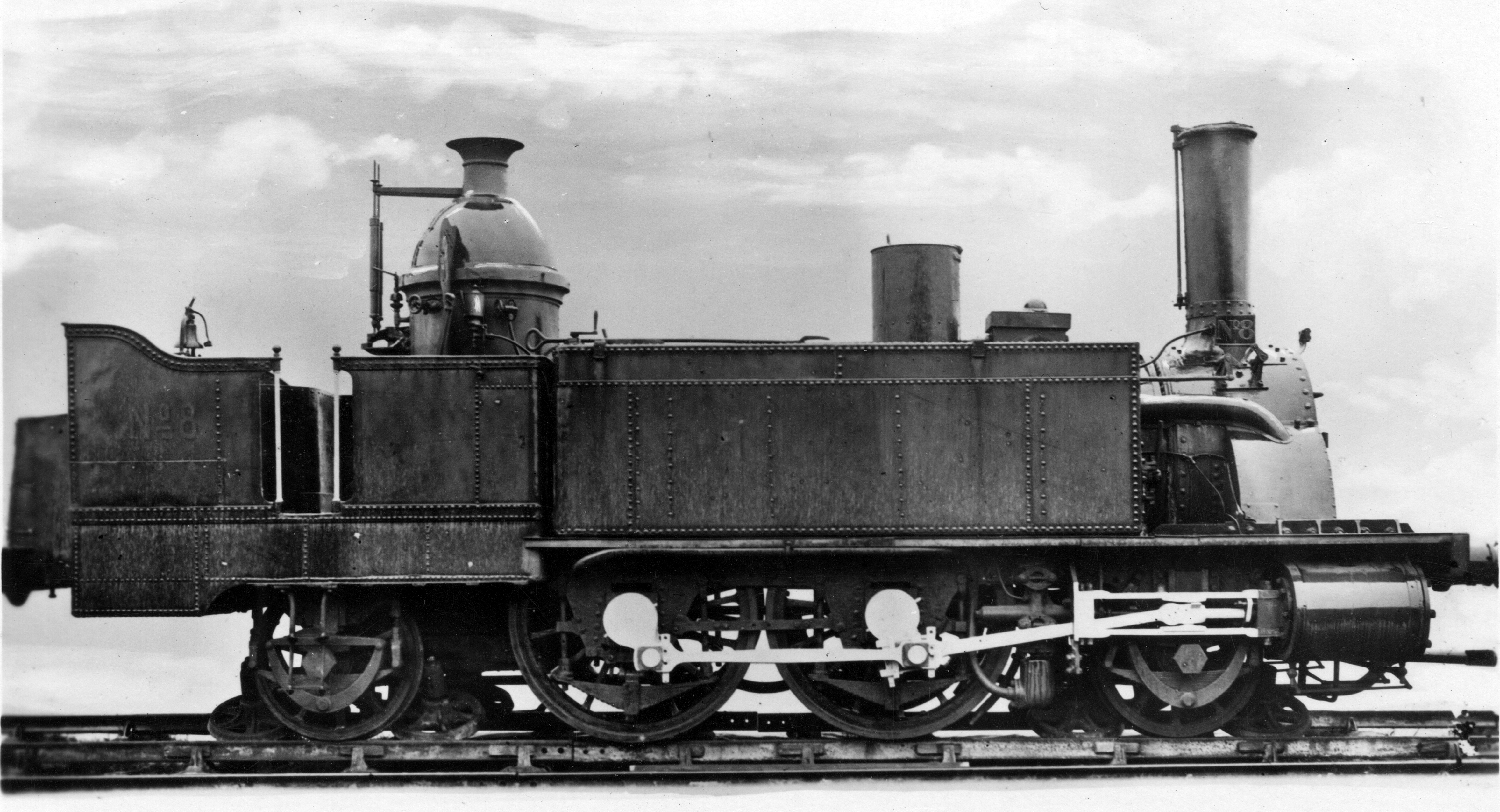
Eine auf der Strecke eingesetzte Lokomotive, ursprünglich für das breitspurige Arnoux-System gebaut, 1867 auf Normalspur umgebaut

Durch den Börsenkrach von 1847 verschlechterte sich die finanzielle Situation erheblich, und der Bahnbetrieb auf der Strecke wurde im Oktober eingestellt. Die Betreibergesellschaft, die Compagnie de Paris à Sceaux, wurde daraufhin von 1849 bis 1850 unter Zwangsverwaltung gestellt und der Betrieb der Strecke durch den Staat übernommen. Nach der Februarrevolution 1848 begannen im Rahmen der Nationalwerkstätten durch den französischen Staat die Arbeiten an der Trasse nach Orsay, Palaiseau wurde 1849 erreicht. Die Streckenführung wurde dabei so gewählt, dass die Kurvenradien groß genug waren, um auch einen Betrieb mit anderen Zügen als denen des Arboux-Systems zu ermöglichen.
Die Compagnie de Paris à Sceaux, nun umbenannt in Compagnie de Paris à Orsay, übernahm den Betrieb ab 1851 wieder selbst und erhielt in den folgenden Jahren jeweils die Konzessionen für die Verlängerungen nach Palaiseau und Orsay. Auf dem neuen Streckenabschnitt sollte neben dem Personen- auch Güterverkehr eingerichtet werden, um Sandstein aus dem Yvette-Tal und frisches Gemüse zu transportieren.
Die Strecke, die 17 Kunstbauten aufwies, wurde eingleisig und in Breitspur ausgeführt, auch wenn die Konzession bereits die Umwandlung auf Normalspur vorsah. Der Streckenabschnitt von Palaiseau nach Orsay wies, anders als der durch den Staat gebaute Abschnitt von Bourg-la-Reine nach Palaiseau, wieder sehr kleine Kurvenradien auf.
Die Verlängerung nach Orsay wurde am 28. Juli 1854 eingeweiht. Die finanzielle Situation den Compagnie de Paris à Orsay verbesserte sich zwar leicht, sie konnte aber keine Gewinne erzielen. Im Juni 1855 stellte sie den Betrieb ein.

### Von Orsay nach Limours
Um einer konkurrierenden Gesellschaft, die mithilfe dieser Strecke Paris an ihr Netz anschließen wollte, zuvorzukommen, übernahm 1857 die Compagnie du Paris-Orléans die Strecke. Die Ligne de Sceaux sollte nach den von ihr vorgelegten Plänen Teil einer Strecke von Paris nach Tours über Châteaudun und Vendôme werden. Nach der Übernahme und genaueren Planungen stellte sich diese Strecke als ungeeignet heraus, da zu viele Täler und Hochflächen zu überqueren gewesen wären. Die Strecke nach Tours erhielt eine andere Route und die Ligne de Sceaux blieb eine Insellinie.
Um die Orte, die an der zunächst geplanten Strecke nach Tours hätten liegen sollen, dennoch an die Eisenbahn anzuschließen, wurde eine Verlängerung Orsay–Limours der Ligne de Sceaux vorgeschlagen. Mit einem Dekret vom 28. August 1862 wurde diese Verlängerung über Saint-Rémy-lès-Chevreuse gebilligt. Diese letzte, wieder eingleisig ausgeführte, Abschnitt wurde fünf Jahre später am 26. August 1867 eröffnet.

## Betrieb durch dieCompagnie du Paris-Orléans

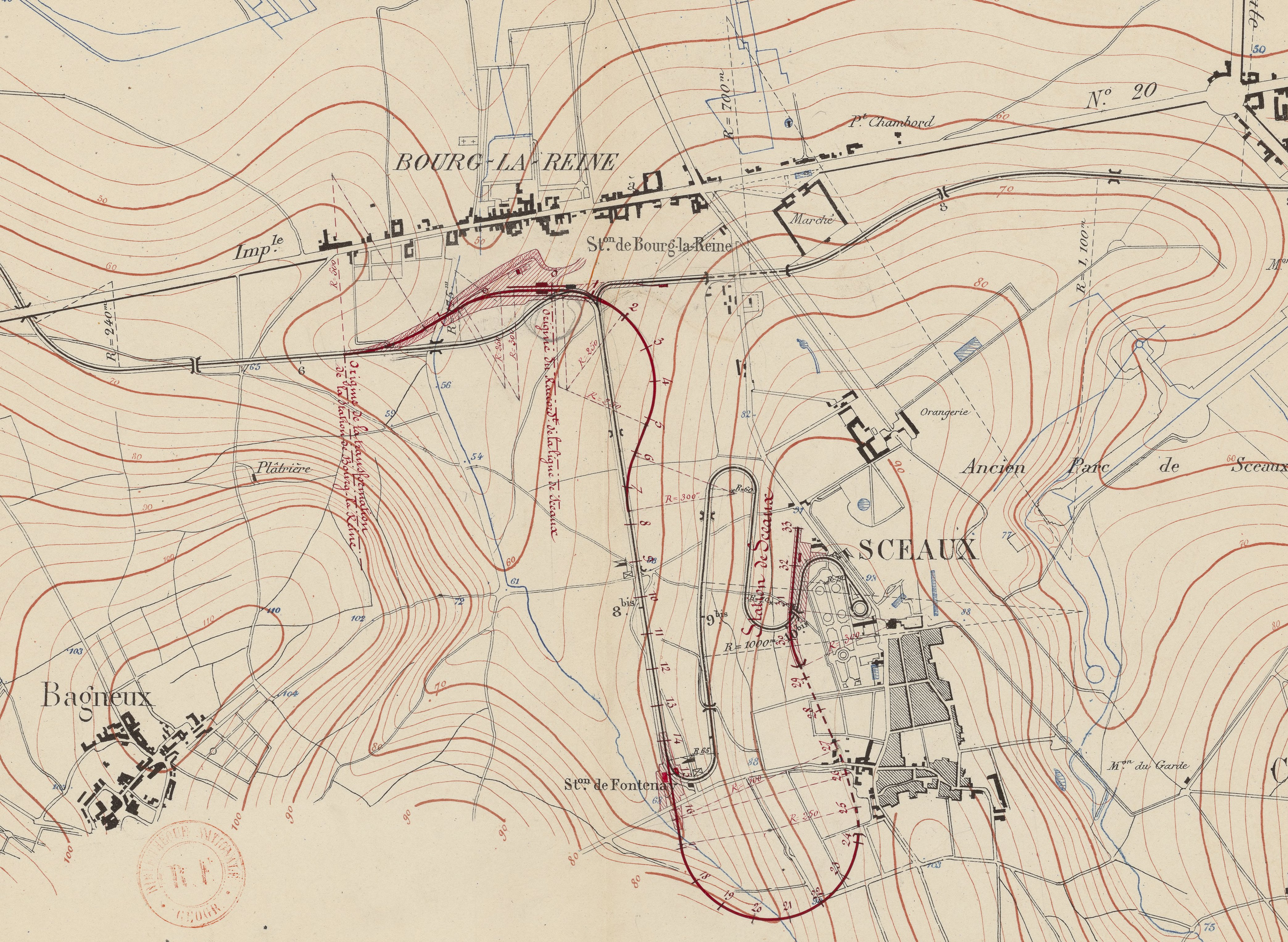
Plan zur Änderung der Streckenführung von Bourg-la-Reine nach Sceaux

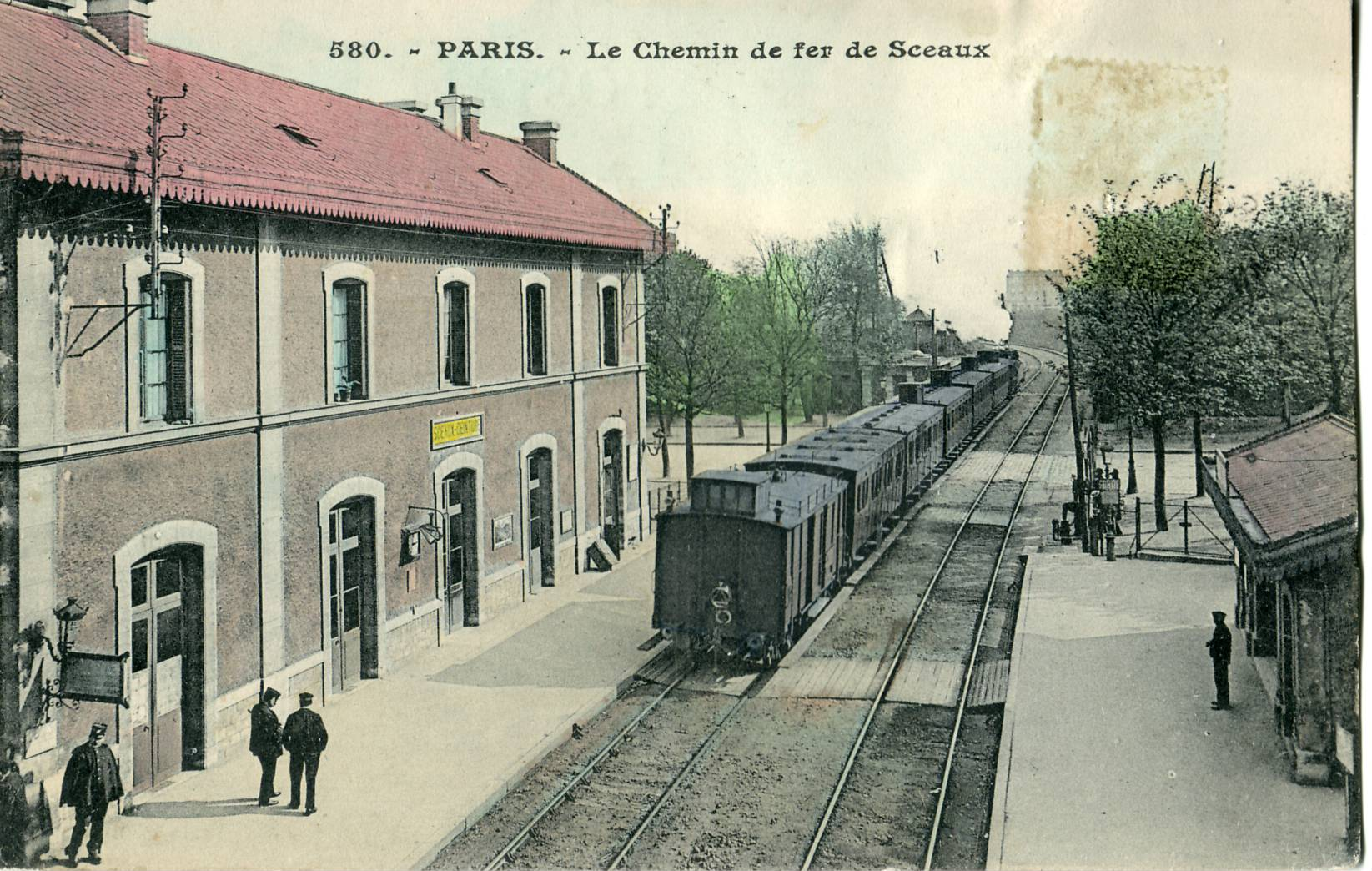
Zug im Bahnhof Sceaux-Ceinture

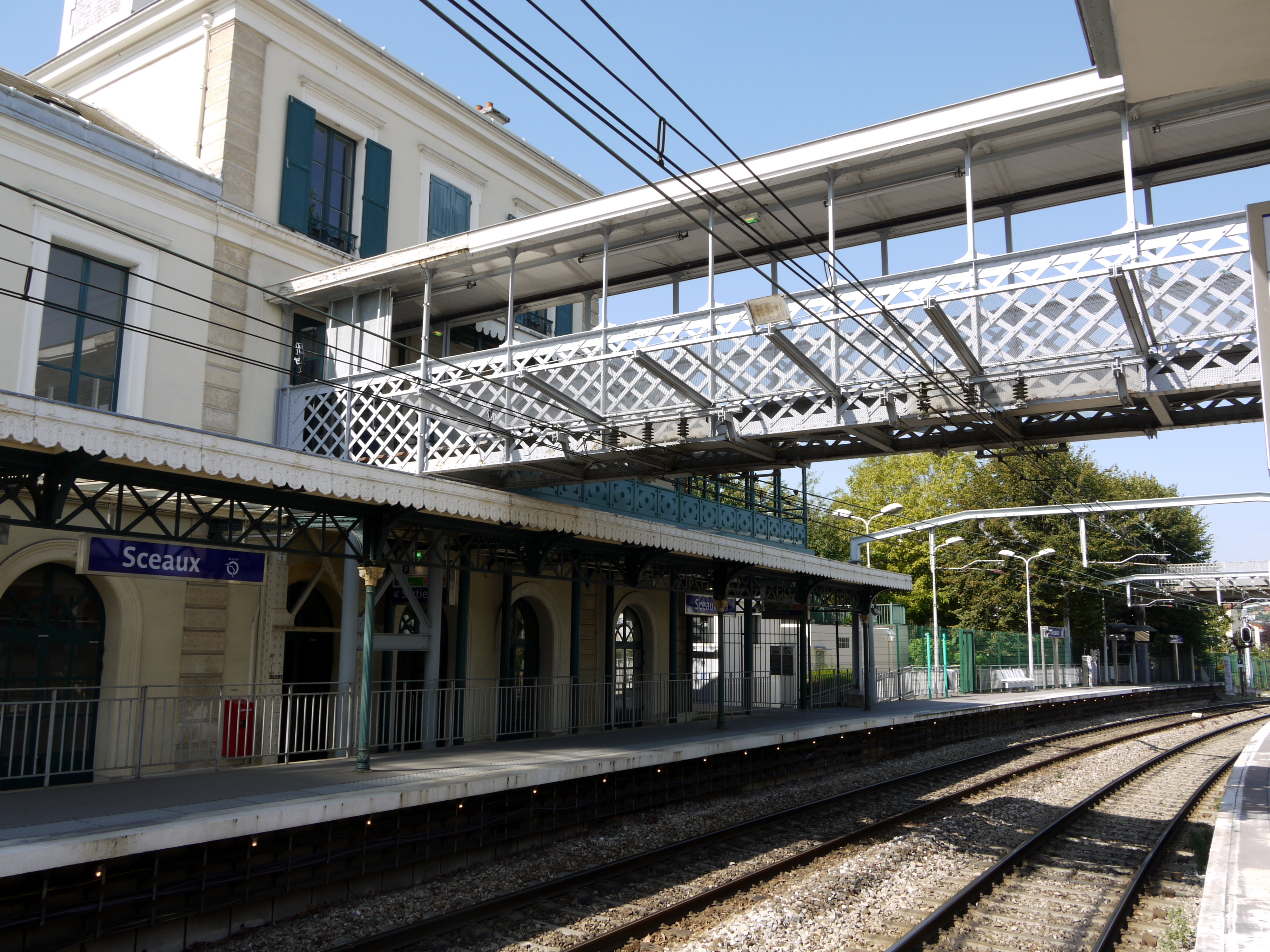
Der 1893 an der neuen Strecke errichtete Bahnhof von Sceaux

### Umstellung auf Normalspur und Neubau der Strecke nach Sceaux
Gegen Ende des neunzehnten Jahrhunderts machte die Erfindung des Drehgestells das kompliziertere und nur auf der Ligne de Sceaux eingesetzte Arnoux-System obsolet. Mit einem Dekret von 1889 wurden die Aufgabe des Arnoux-Systems und die Umstellung der Linie auf Normalspur (1435 mm) genehmigt. Nach umfangreichen Umbauten, zu denen abschnittsweise eine  Neutrassierung mit größeren Kurvenradien und die Renovierung aller Kunstbauten gehörte, wurde die Umstellung des Betriebs in nur einer Nacht, vom 21. auf den 22. Mai 1891, geschafft.
Die äußerst kurvige Strecke von Bourg-la-Reine wurde aufgegeben und durch eine neue Trasse ersetzt, die über Fontenay-aux-Roses den Bahnhof Robinson im Westen von Sceaux erreichte. Die Bauarbeiten begannen 1891 und wurden im Mai 1893 beendet.

### Verlängerung ins Zentrum von Paris
Um die Attraktivität der Linie, deren Endstation am Rande von Paris lag, zu verbessern, wurde die Strecke im Norden bis zum Bahnhof Luxembourg am gleichnamigen Park im 5. Arrondissement verlängert. Diese unterirdische Verlängerung wurde von 1892 bis 1894 gebaut und erhielt eine Zwischenstation, Port Royal.
Eine weitere Verlängerung zur 1900 von der Compagnie du Paris-Orléans eröffneten Gare d’Orsay war vorgesehen. Eine Bauvorleistung für diese Verlängerung am Gare d’Orsay existiert heute noch als zweiter Tunnel neben dem des RER C in Richtung Gare d’Austerlitz und wird zum Abstellen von Zügen genutzt.

### Elektrifizierung und Modernisierung
Für die französische Regierung hatte die Elektrifizierung der Ligne de Sceaux 1913 keine Priorität, da mit einer baldigen Eröffnung der Bahnstrecke von Paris nach Chartres über Orsay gerechnet wurde. Diese sollte vier Gleise haben, davon zwei elektrifizierte. Die Strecke wurde allerdings nie gebaut.
Das Langevin-Projekt (benannt nach dem damaligen Minister für Tiefbau) sah 1929 vor, die Eisenbahnstrecken der Île-de-France, die alle an Kopfbahnhöfen in Paris endeten, miteinander zu Durchmesserlinien zu verbinden. Damit sollte ein Verkehrsnetz nach dem Vorbild der S-Bahnen in Berlin und Hamburg entstehen. Jahrzehnte später wurden solche unterirdischen Linien durch Paris als RER realisiert.
Da das Langevin-Projekt die Unterquerung von Paris in Tunneln vorsah, wäre ein Betrieb mit Dampflokomotiven problematisch geworden. Daher wurde 1929 beschlossen, die Ligne de Sceaux bis Massy-Palaiseau zu elektrifizieren. Die Compagnie du Paris-Orléans weigerte sich, die Kosten hierfür zu tragen, und übertrug die Strecke an die Compagnie du chemin de fer métropolitain de Paris (Städtische Bahngesellschaft von Paris), eine der Vorgängergesellschaften der RATP. Die technische und bauliche Umsetzung der Elektrifizierung übernahm dennoch die Compagnie du Paris-Orléans, die bereits Erfahrung in der Elektrifizierung von Bahnstrecken hatte. Die Arbeiten wurden 1938 beendet. Die Stromversorgung erfolgte nun mit 1500 Volt Gleichstrom per Oberleitung. Es entstanden zwei Unterwerke in Paris-Montsouris und Massy-Villaine.

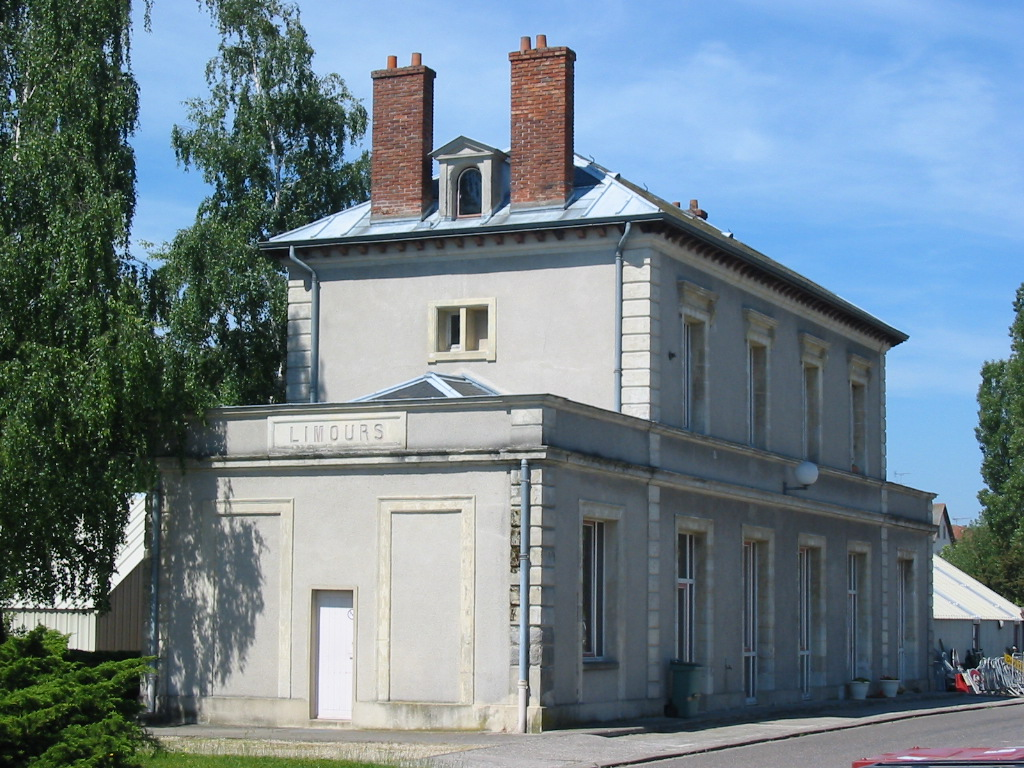
Der ehemalige Bahnhof von Limours

Auf dem südlichen Streckenteil wurde die Elektrifizierung bald fortgesetzt, sie erreichte am 1. Januar 1939 Saint-Rémy-lès-Chevreuse. Zur Versorgung des neuen Abschnitts wurde ein weiteres Unterwerk bei Gif-sur-Yvette errichtet. Der verbleibende Streckenabschnitt nach Limours wurde nie elektrifiziert und von einem Verbrennungstriebwagen bedient. Da diese Strecke nicht wirtschaftlich zu betreiben war, wurde der Bahnbetrieb am 15. Mai 1939 eingestellt und durch Busse ersetzt.
Im Zuge der Elektrifizierung wurden auch die Signalisierung modernisiert und Lichtsignale als Blocksignale eingeführt. Die eingesetzten Signale waren neu und unterschieden sich von denen der SNCF. Sie wiesen sechs untereinander angeordnete Signallichter auf: ein grünes, zwei rote und drei gelbe. Halt wurde durch ein rotes Licht angezeigt, ein belegter Streckenabschnitt durch zwei rote Lichter, „Halt erwarten“ durch zwei gelbe Lichter, und schließlich kündigten drei gelbe Lichter „Halt erwarten“ am nächsten Signal an. Freie Fahrt entsprach einem grünen Licht. Zusätzlich konnte mit einem gelben Licht eine zu erwartende Änderung der Fahrtrichtung angekündigt werden, zum Beispiel bei der Einfahrt in den Trennungsbahnhof Bourg-la-Reine. Die Signalisierung wurde mithilfe von Balisen in den Führerstand übertragen.

## Betrieb durch dieCompagnie du chemin de fer métropolitainund die RATP

### Im Zweiten Weltkrieg

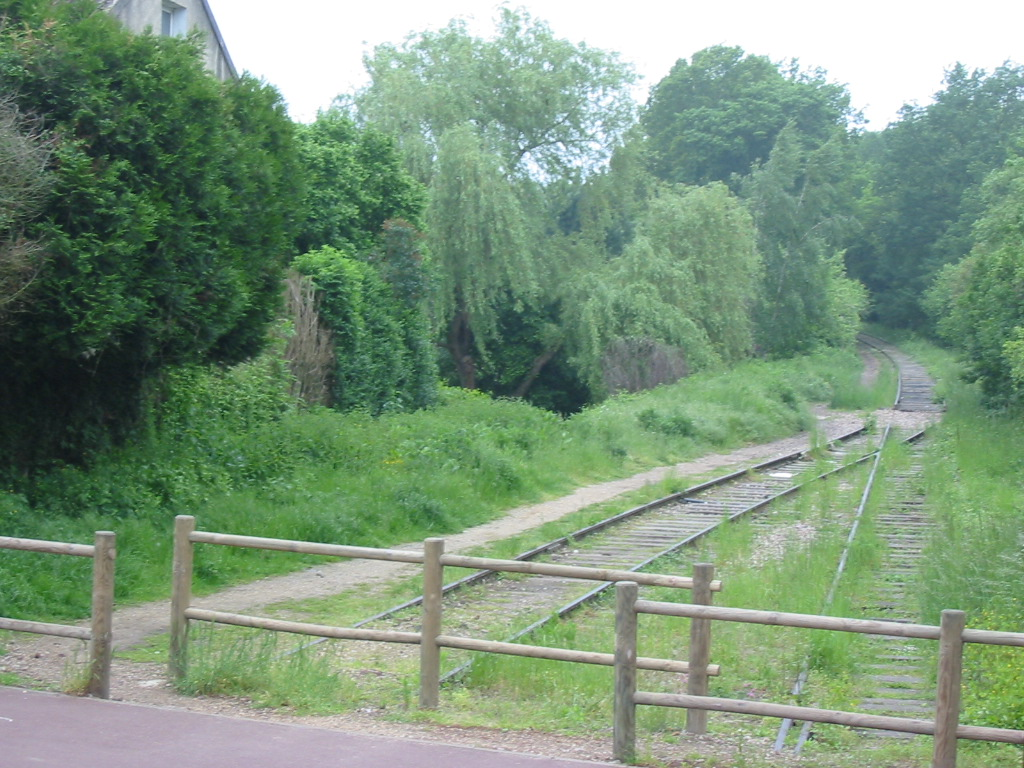
Die ehemalige Strecke nach Limours hinter dem Bahnhof von Saint-Rémy-lès-Chevreuse

Die deutsche Besatzungsmacht ließ die Schienen des Abschnitts Saint-Rémy – Limours 1941 entfernen. Der Schotter wurde von den Alliierten beim Bau des Flughafens Villacoublay genutzt. Damit war das Schicksal dieses Abschnitts besiegelt, und er wurde 1967 offiziell entwidmet.
Die restliche Linie blieb weitgehend von den Auswirkungen des Krieges verschont. Der von der Wehrmacht genutzte Eisenbahnknoten Massy-Palaiseau wurde jedoch im Juni 1944 Ziel von vier Bombenangriffen der Alliierten. Ein fünfter Bombenangriff traf die Strecke bei Bures-sur-Yvette.

### Nach dem Zweiten Weltkrieg

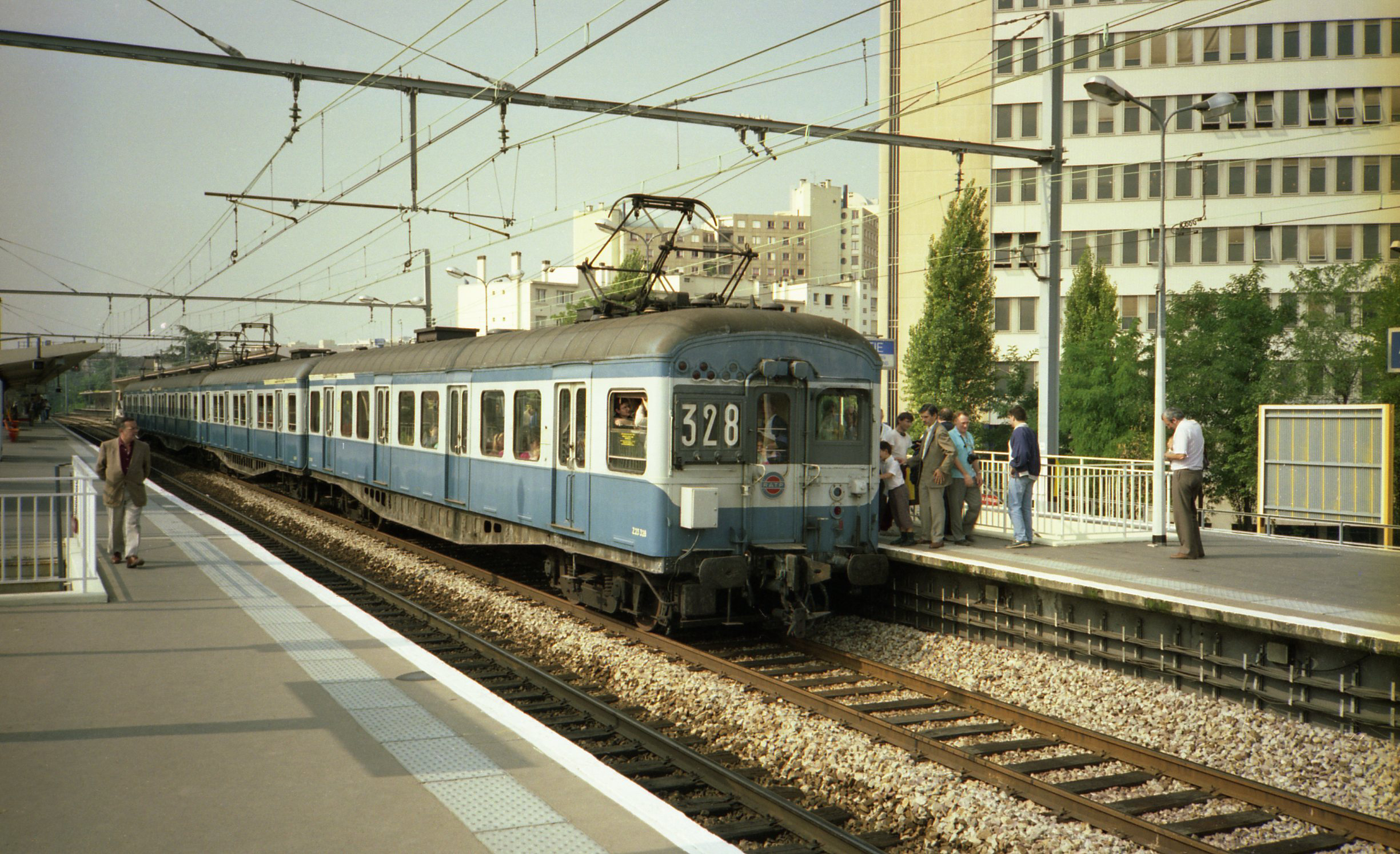
Triebzug der Baureihe Z 23000 im Bahnhof Laplace

Nach den umfangreichen Arbeiten zur Elektrifizierung und Modernisierung blieb die Strecke bis in die 70er Jahre weitgehend unverändert. Auch beim Rollmaterial gab es wenige Änderungen: Die 1937 in Dienst gestellten Elektrotriebwagen vom Typ Z 23000 (oft einfach Z genannt) prägten fünfzig Jahre lang das Bild der Linie. Ab 1967 wurden sie durch die Triebwagen vom Typ MS 61 ergänzt, die ansonsten hauptsächlich auf dem RER A zum Einsatz kamen.
In den 70er-Jahren wurde der Beschluss gefasst, die Ligne de Sceaux zum Gare du Nord zu verlängern und dort mit den Vorortlinien in den Norden des Ballungsraums von Paris zu verknüpfen. Die Leitlinien solcher Verbindungen unter Paris waren im Schéma directeur de la région Île-de-France (einem Raumordnungsplan für die Île-de-France) von 1965 festgelegt worden.
Bei dieser Verlängerung musste die Seine unterquert werden. Um die Gefällestrecke weit genug im Süden zu beginnen und die nötige Tiefe zu erreichen, war zunächst vorgesehen, den Bahnhof Luxembourg aufzugeben. Er sollte durch einen weiter nördlich und tiefer gelegenen Bahnhof Quartier Latin ersetzt werden, an dem ein Umstieg zu den Linien 4 und 10 möglich sein sollte.
Nach Anwohnerprotesten wurden diese Pläne geändert, und der Bahnhof Luxembourg blieb erhalten. Die Strecke erhielt unmittelbar nördlich des Bahnhofs ein Gefälle von 4,08 %. Dazu musste die Kehranlage nördlich des Bahnhofs komplett umgebaut werden, und während der Bauzeit wendeten die Züge direkt am Bahnsteig. Einer der Bahnsteige wurde dazu mithilfe von Holz verbreitert, sodass die Züge von beiden Seiten aus zugänglich waren.
Am rechten Seineufer entstand mit Châtelet – Les Halles ein Knoten des entstehenden RER-Netzes mit Anschluss an die Linie A und zahlreiche Métrolinien. Er wurde am 9. Dezember 1977 eingeweiht. Ab diesem Zeitpunkt erhielt die Linie die Bezeichnung RER B. Um die Strecke auf den durchgehenden Betrieb von Robinson bzw. Saint-Rémy-lès-Chevreuse bis Aulnay-sous-Bois vorzubereiten, wurde die Signalisierung an die der SNCF angepasst.

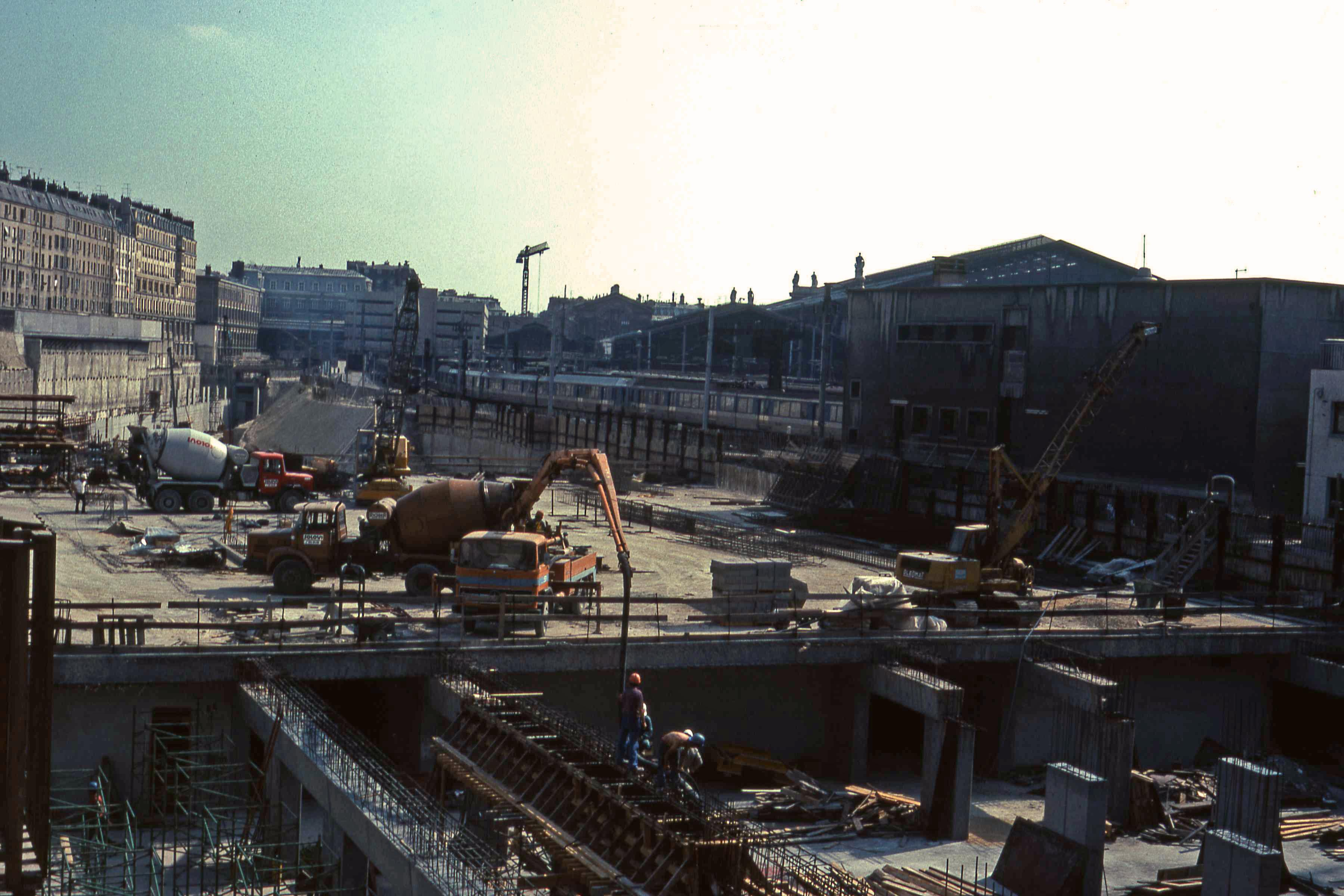
Der unterirdische RER-Bahnhof Gare du Nord in Bau

Die Verlängerung bis zum Gare du Nord ging 1981 in Betrieb. Dort entstand ein viergleisiger unterirdischer Bahnhof für den RER. Zunächst war dort zur Weiterfahrt in Richtung Aulnay-sous-Bois ein Umstieg nötig, bevor am 7. Juni 1983 die interconnexion begann, die Durchbindung von der durch die RATP betriebenen Ligne de Sceaux und den nördlichen, von der SNCF betriebenen Strecke nach Mitry-Claye. Zunächst wurden nur acht Züge pro Stunde durchgebunden. Diese Zahl wurde sukzessive erhöht, bis 1987 dann alle Züge durchgehend verkehrten.
Da die Strecken der RATP und die der SNCF südlich von Paris mit 1500 V Gleichstrom und die der SNCF im Norden 25.000 V Wechselstrom elektrifiziert waren, mussten neue Züge beschafft werden, die mit beiden Stromsystemen kompatibel waren. Die von RATP und SNCF gemeinsam entwickelten Triebzüge vom Typ MI 79 erhielten außerdem variable Trittstufen an den Türen, da die Bahnsteighöhen auf den nördlichen und südlichen Streckenästen ebenfalls unterschiedlich waren. Die ersten Züge dieses Typs wurden 1980 in Dienst gestellt.
Am 17. Februar 1988 erhielt die Strecke einen weiteren Bahnhof, um eine Umsteigemöglichkeit zur Linie C des RER zu schaffen. Der Bahnhof Saint-Michel - Notre-Dame ermöglichte außerdem den Umstieg zur Métrolinie 10, auf der dazu die Station Cluny – La Sorbonne wiedereröffnet wurde. Der Bahnhof wurde am 25. Juli 1995 Ziel eines Bombenanschlags.

## Heutiger Betrieb

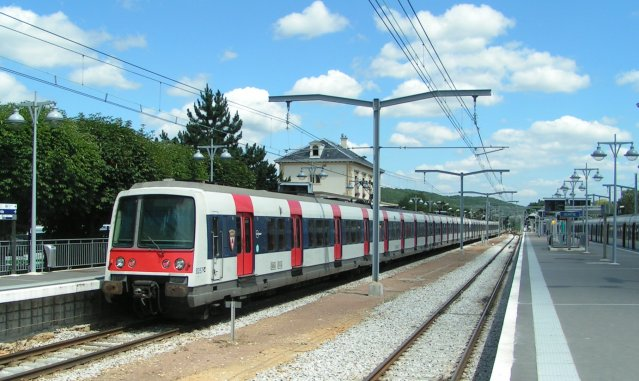
Zug vom Typ MI 79 im Bahnhof von Saint-Rémy-lès-Chevreuse im Sommer 2004

Die Strecke wird heute ausschließlich von Zügen des RER B genutzt, die den Flughafen Paris-Charles-de-Gaulle und Mitry-Claye im Norden mit Robinson und Saint-Rémy-lès-Chevreuse im Süden verbinden. Der früher übliche Wechsel zwischen Triebfahrzeugführern von SNCF und RATP am Gare du Nord wird inzwischen nicht mehr praktiziert.
Zur Hauptverkehrszeit verkehren die Züge innerhalb von Paris alle drei Minuten. Die Struktur des Fahrplans auf dem Rest der Strecke ist kompliziert: Neben Zügen, die an jedem Bahnhof halten, verkehren auch Express-Züge, die nur in den äußeren Vororten überall halten und in den inneren Vororten zahlreiche Halte auslassen. Im Norden verkehren zusätzlich in den Nebenverkehrszeiten Züge ohne Halt zwischen dem Gare du Nord und dem Flughafen.

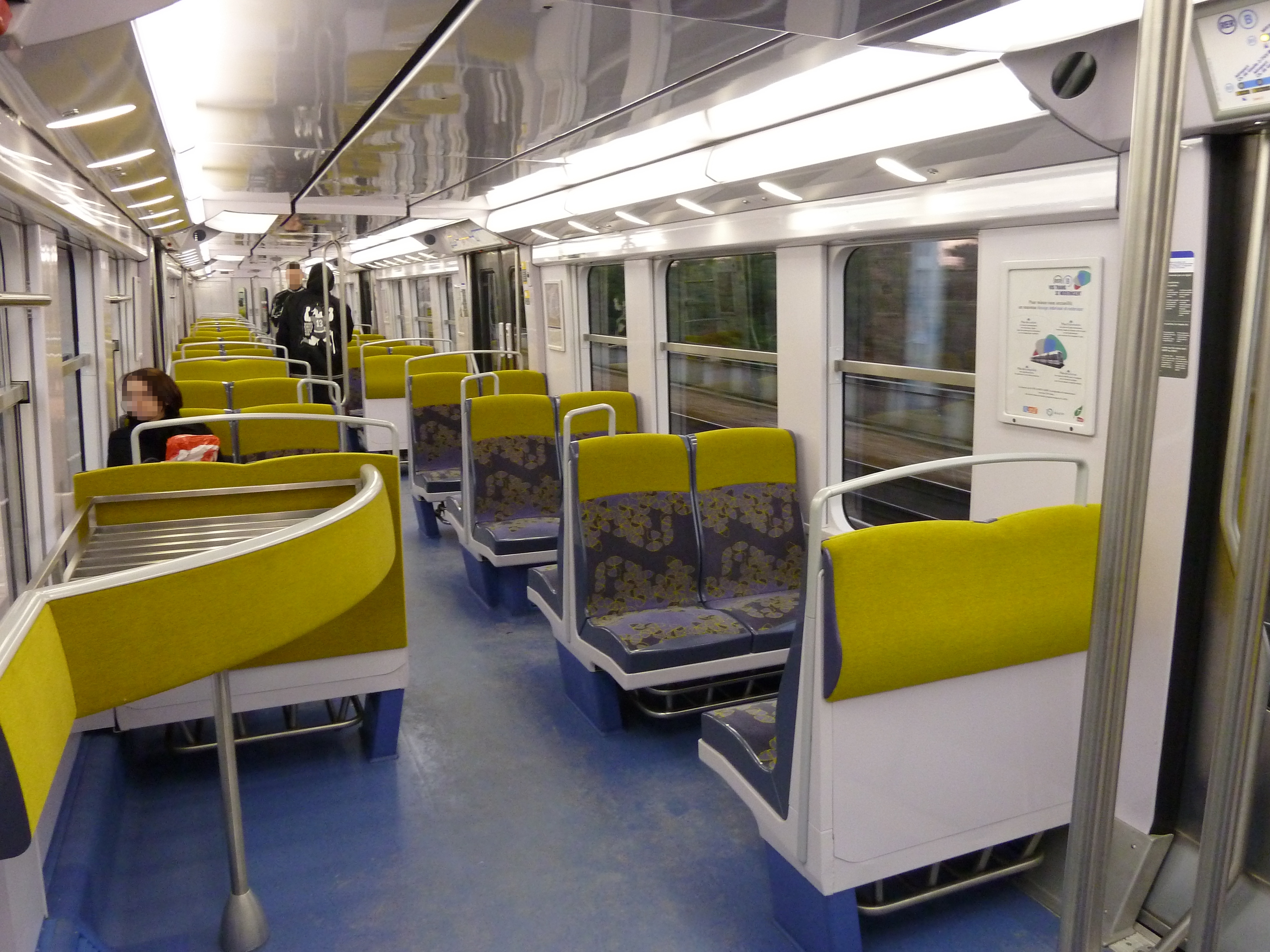
Innenraum eines modernisierten MI 79

Die Strecke wird heute mit Zügen vom Typ MI 79 (bei der SNCF als Z 8100 bezeichnet) betrieben, ergänzt durch einige nahezu baugleiche und mit den MI 79 kuppelbare MI 84. Die Züge wurden seit 2008 umfangreich renoviert. Dazu gehörte eine Sanierung des Innenraums mit neuen Sitzen, dem Einbau von Gepäckablagen, Videoüberwachung und modernen Fahrgastinformationssystemen. Außen erhielten die Züge einen neuen Anstrich in den Farben der STIF.
Auf den Bahnhöfen sind Fahrgastinformationssysteme installiert, die in Echtzeit über die Abfahrtszeiten der nächsten Züge, deren Ziele und Zwischenhalte informieren.